# Jurica Jerković
Jurica Jerković (25. února 1950 Split – 3. března 2019 Split) byl jugoslávský fotbalista chorvatské národnosti, záložník. Zemřel 3. června 2019 ve věku 69 let na infarkt myokardu.

## Fotbalová kariéra
Hrál v jugoslávské lize za Hajduk Split a ve Švýcarsku za FC Zürich a FC Lugano. V Poháru mistrů evropských zemí nastoupil v 11 utkáních a dal 6 gólů, v Poháru vítězů pohárů nastoupil ve 13 utkáních a dal 1 gól a v Poháru UEFA nastoupil ve 14 utkáních a dal 2 góly. S Hajdukem Split vyhrál třikrát jugoslávskou ligu a pětkrát pohár, s FC Zürich jednou švýcarskou ligu. Na Mistrovství světa ve fotbale 1974 byl členem jugoslávské reprezentace, nastoupil ve 3 utkáních. Byl členem jugoslávské reprezentace na Mistrovství Evropy ve fotbale 1976, nastoupil ve 2 utkáních. Na Mistrovství světa ve fotbale 1982 byl členem jugoslávské reprezentace, ale do utkání nenastoupil. Celkem za reprezentaci Jugoslávie nastoupil v letech 1970-1982 ve 43 utkáních a dal 6 gólů. V letech 1979, 1982 a 1983 byl vyhlášen nejlepším fotbalistou švýcarské ligy.

## Ligová bilance
| Ročník                           | Zápasy | Góly | Klub         |
| -------------------------------- | ------ | ---- | ------------ |
| Jugoslávská Prva liga 1968/1969  | 9      | 0    | Hajduk Split |
| Jugoslávská Prva Liga 1969/1970  | 34     | 8    | Hajduk Split |
| Jugoslávská Prva liga 1970/1971  | 33     | 11   | Hajduk Split |
| Jugoslávská Prva liga 1971/1972  | 27     | 9    | Hajduk Split |
| Jugoslávská Prva liga 1972/1973  | 33     | 10   | Hajduk Split |
| Jugoslávská Prva liga 1973/1974  | 32     | 9    | Hajduk Split |
| Jugoslávská Prva liga 1974/1975  | 33     | 9    | Hajduk Split |
| Jugoslávská Prva liga 1975/1976  | 31     | 12   | Hajduk Split |
| Jugoslávská Prva liga 1976/1977  | 6      | 1    | Hajduk Split |
| Jugoslávská Prva liga 1977/1978  | 13     | 2    | Hajduk Split |
| Švýcarská Super League 1978/1979 | 32     | 8    | FC Zürich    |
| Švýcarská Super League 1979/1980 | 36     | 9    | FC Zürich    |
| Švýcarská Super League 1980/1981 | 24     | 3    | FC Zürich    |
| Švýcarská Super League 1981/1982 | 28     | 11   | FC Zürich    |
| Švýcarská Super League 1982/1983 | 30     | 10   | FC Zürich    |
| Švýcarská Super League 1983/1984 | 27     | 6    | FC Zürich    |
| Švýcarská Super League 1984/1985 | 28     | 7    | FC Zürich    |
| CELKEM 1. jugoslávská liga       | 251    | 71   |              |
| CELKEM Švýcarská Super League    | 205    | 54   |              |